# Горне Плахтінце
Горне Плахтінце (словац. Horné Plachtince) — село, громада округу Вельки Кртіш, Банськобистрицький край, центральна Словаччина, регіон Гонт. Кадастрова площа громади — 10,53 км².
Населення 198 осіб (станом на 31 грудня 2017 року).

## Історія
Горне Плахтінце вперше згадується в 1244 році.

## Населення
| Рік:            | 1994. | 2004.    | 2014.   | 2024.   |
| --------------- | ----- | -------- | ------- | ------- |
| Кількість осіб: | 216   | 193      | 210     | 209     |
| Різниця:        |       | -10,64 % | +8,80 % | -0,47 % |

| Рік:            | 2023. | 2024.   |
| --------------- | ----- | ------- |
| Кількість осіб: | 208   | 209     |
| Різниця:        |       | +0,48 % |